# Gorda Matosas
Haydée Luján Martínez (Granada, España; 1933 - La Plata; 4 de julio de 1996), más conocida como La Gorda Matosas, fue una reconocida simpatizante argentina del club de fútbol River Plate. Era la líder de la parcialidad millonaria hasta el surgimiento de los barrabravas, quienes en las últimas décadas del siglo XX se adueñaron de las tribunas.
Durante toda su vida se dedicó a vender lotería, motivo que le facilitaba seguir al club de sus amores en todas sus competencias. Sentía un gran rechazo hacia su eterno rival, Boca Juniors, y especialmente hacia Diego Armando Maradona, de quien decía que no era el mejor del mundo, y lo calificó de "porquería" cuando decidió firmar contrato con el club xeneize en lugar de hacerlo para River. Siempre intentó alejarse de los medios, aunque siempre se sintió el rumor de que cobraba dinero para dar entrevistas.

## Hincha
Nació en la ciudad de Granada, España, en 1933 pero se mudó a Buenos Aires cuando tenía nueve meses junto a sus padres, quienes cinco años después fallecieron en un accidente automovilístico. Un hecho anterior a esta tragedia la marcaría de por vida. Su papá la llevó a ver a River, al viejo estadio, y ella comenzó a ver al fútbol como una pasión y a River como un verdadero amor. Muertos sus padres, su tío, hermano de su papá, se hizo cargo de ella. Incluso la llevaba a la cancha junto a sus hijos varones.
A medida que fue creciendo su pasión aumentó y no pudo dejar de seguir a su equipo. A los 13 años falleció su tío, quien la criaba, por lo que quedó en manos de un juez.
En su adultez contaba que al juez le advirtió que iba a romper todo el orfanato si los domingos no le permitían ir a la cancha, por lo que el juez decidió mandarla a vivir con una familia acomodada.
A los 18 años se independizó.
Se puso de novia, y estuvo a punto de casarse. Decidió dejar «plantado» a su novio unos días antes de consumar el matrimonio cuando el hombre le prohibió que se pusiera una banda roja sobre el vestido de novia. Para ella eso fue intolerable.
«¿Cómo me iba a casar si él no quería que fuese a la cancha? Mi único amor es River. River es mi novio, mi marido, mi amante... y con eso tengo bastante».
Siguió a River a todas partes.
Recibió su apodo porque en 1964 el exdefensor uruguayo Roberto Matosas ―símbolo del club en los años sesenta― le obsequió su camiseta con el número 6, la cual utilizó las siguientes tres décadas en todas las ocasiones que acudió al estadio. El futbolista declaró en una nota a un periódico argentino que «era más famosa la Gorda Matosas que yo», haciendo alusión a la importancia de este personaje en el mundo futbolístico de la época. Se caracterizaba por ser una mujer de modales groseros y un vocabulario pobre en elegancia. Cada domingo ahí estaba ella, en la platea, con la camiseta n.º 6, el gorro, la radio, las uñas pintadas en rojo y blanco y hasta la ropa interior con sus colores favoritos.
La Gorda Matosas marcó junto con su equivalente boquense La Raulito (sobre cuya vida se rodó una película) un antes y un después en la cultura futbolística del país, llamando la atención por sus poco femeninas características ―ambas se caracterizaron por una fuerte masculinidad manifestada en ropas, lenguaje y comportamientos― motivo más que polémico en una época en la que las mujeres aún eran excluidas de este deporte, exponiéndose a los numerosos prejuicios a los que serían sometidas por ello.
Vivió en calle 75, n.º 660 (planta baja) de la ciudad de La Plata (capital de la provincia de Buenos Aires).
En junio de 1996 viajó a Chile para acompañar al equipo de River, pero estaba enferma de los pulmones ―debido a su adicción al tabaco―. A fines de junio de 1996 ―pocos días antes de que River disputara la final de la Copa Libertadores en la que se consagraría campeón de América―, una infección en los pulmones provocó que tuviera que ser internada. De todas maneras, negándose a las recomendaciones de su médico, quien le aconsejó que no siguiera yendo a ver los partidos, no dejó de seguir al club hasta su muerte el 4 de julio de 1996, a los 63 años.
Fue cremada, y sus cenizas se encuentran esparcidas por el césped del estadio Monumental.

## Homenajes
Es nombrada en la canción «Tajo C», del álbum La Era de la Boludez de la banda argentina Divididos.